# Partido Gabonés del Progreso
El Partido Gabonés del Progreso (PGP) (en francés:Parti Gabonais du Progrès) es un partido político de Gabón, miembro de la Internacional Socialista.
Fue creado en el año 1990. En las elecciones legislativas del 9 de diciembre de 2001, el PGP obtuvo 3 de los 120 escaños del Parlamento. En las elecciones legislativas de 2006, el partido obtuvo 2 escaños.
- Datos: Q3366469